# Écrire pour sauver une vie
Écrire pour sauver une vie sous-titré Le Dossier Louis Till (titre original en anglais : Writing to Save a Life. The Louis Till File) est un roman de l'écrivain américain John Edgar Wideman paru originellement le 15 novembre 2016 aux éditions Scribner et en français le 11 mai 2017 aux éditions Gallimard. Le roman traduit en français reçoit le 8 novembre 2017 le prix Femina étranger.

## Éditions
- Trad. Catherine Richard-Mas, coll. « Du monde entier », éditions Gallimard[4], 2017  (ISBN 9782072704604).